# Tony Gryn
Nathanel Tony Gryn dit Tony Gryn (né le 20 février 1920 à Lublin en Pologne et mort le 27 avril 1989 à Holon en Israël) est un résistant juif français d'origine polonaise, journaliste de la presse yiddish à Paris, ambassadeur d'Israël au Niger puis au Rwanda.

## Biographie
Nathanel dit "Tony" Gryn naît le 20 février 1920 à Lublin en Pologne. Sa mère, Rywka Gryn (née Wacholder), est née le 1er janvier 1898 à Końskowola (Puławy) en Pologne. Ses parents, des Juifs polonais, émigrent en France alors qu'il est enfant. Naturalisé français, il est étudiant à Paris au moment de l'occupation allemande.

### Seconde Guerre mondiale
Le 3 août 1940, Tony Gryn est arrêté pour tentative de démoralisation de l'armée allemande. Il est condamné  à un an de prison par un tribunal allemand. Libéré en août 1941, il reprend ses activités de résistant. En février 1942, il rejoint la Zone libre pour intégrer le MJS (Mouvement de la jeunesse sioniste) à Lyon puis à Grenoble. En juillet 1942, sa mère Rywka Gryn, restée en région parisienne, est déportée par le Convoi No. 11 du 27 juillet 1942 de Drancy à Auschwitz où elle meurt. Sa dernière adresse est au 20 Impasse Saumon, dans le 20e arrondissement de Paris.
Fin juillet 1943, inquiet de la détérioration de la situation en zone italienne, Simon Levitte lui demande d'organiser le passage en Suisse des enfants juifs des homes de Saint-Gervais et Megève. Il réunit autour de lui un groupe d'une dizaine de personnes dont Mila Racine, Roland Epstein, Maurice Maidenberg, Frida Wattenberg ainsi que Rolande Birgy, assistante sociale au réseau Garel, groupe qui prend tous les risques pour amener les enfants en Suisse.
Après l'arrestation de Mila Racine et de Roland Epstein en octobre 1943, Tony Gryn se replie à Paris. Il est chargé par Simon Lévitte de trouver des caches dans la zone Nord. Il fonde  avec Lucien Rubel, de la Sixième-EIF, le Service social des jeunes (SSJ) et ils créent ensemble un laboratoire de faux papiers aussi bien pour la résistance en général que pour les Juifs. La situation semblant dorénavant plus sûre en zone Nord qu'en zone Sud, il organise le transfert de Juifs de la zone Sud vers la zone Nord.
Membre de l'Organisation Juive de Combat (OJC), il forme avec d'autres camarades un corps franc qui exécute différentes actions militaires en commun avec les Forces françaises de l'intérieur (FFI) après le débarquement en juin 1944. Il participe à la libération de Paris en entrant avec la colonne du général Leclerc dans la capitale. Il fait partie du groupe de l'Organisation Juive de Combat (OJC) qui participe à l'ouverture du camp de Drancy.

### Après la guerre
Après la Seconde Guerre mondiale, Tony Gryn devient rédacteur en chef du quotidien français de langue yiddish Unzer Wort (Notre Parole), journal qui existe de 1944 à 1996. De 1960 à 1971, il est le fondateur et rédacteur en chef du quotidien l'Information d'Israël. Il devient ambassadeur d'Israël au Niger en 1972 et au Rwanda en 1973. De 1974 à 1978, il est correspondant de l'Agence juive en France.
Tony Gryn épouse Charlotte (Lotty) Haussmann. Ils ont 2 enfants.

## Distinctions
Tony Gryn est nommé chevalier de l'ordre national de la Légion d'honneuret reçoit la médaille de la Libération en 1957. Il est cité à l'ordre des Forces françaises de l'intérieur en 1944
Il est membre du Comité d'action de la Résistance

## Publication
- Nathanel Tony Gryn (éd.), Le Livre du souvenir de la communauté juive de Radzymin, Jérusalem, 1975[1].

## Pour approfondir